# Une fille du tonnerre
Pour plus de détails, voir Fiche technique et Distribution.
Une fille du tonnerre (The Swinger) est un film américain produit et réalisé par George Sidney et sorti en 1966.

## Synopsis
Une femme écrivant des romans torrides s'efforce de vivre les aventures de ses héroïnes pour vendre ses livres.

## Fiche technique
- Titre français : Une fille du tonnerre ou Une fille dans le vent[1]
- Titre original : The Swinger
- Réalisation : George Sidney
- Scénario : Lawrence Roman
- Production : Paramount Pictures
- Photographie : Joseph F. Biroc
- Musique : Marty Paich
- Montage : Frank Santillo (en)
- Durée : 81 minutes
- Date de sortie: 
  - États-Unis : 14 novembre 1966 (New York)
  - France : 2 août 1968[1]

## Distribution
- Ann-Margret : Kelly Olsson
- Anthony Franciosa : Ric Colby
- Robert Coote : Sir Hubert Charles
- Yvonne Romain : Karen Charles
- Horace McMahon : Détective Sergent Hooker
- Nydia Westman : Aunt Cora
- Craig Hill : Sammy Jenkins
- Milton Frome : Mr. Olsson
- Mary LaRoche : Mrs. Olsson
- Clete Roberts : Clete Roberts
- Myrna Ross : Sally
- Corinne Cole : secrétaire
- Bert Freed : Policier
- Romo Vincent : Jack Happy
- Steven Geray